# Ja-Ga Brothers
Ja-Ga Brothers è un extended play pubblicato nel 1983 da Enzo Jannacci e Giorgio Gaber sotto lo pseudonimo che coincide col titolo, per l'etichetta discografica CGD.

## Il disco
L'extended play contiene quattro brani che i due artisti cantavano insieme già tra la fine degli anni Cinquanta e l'inizio dei Sessanta, presentandosi come I Due Corsari, qui reincisi con nuovi arrangiamenti curati da Mark Harris.
Lo pseudonimo, usato da Jannacci e Gaber (i cui nomi non figurano mai sul disco) solo per questo titolo, è costituito dalle due lettere iniziali dei loro cognomi e ispirato palesemente ai Blues Brothers, il cui look è imitato dai due cantautori anche nella foto di copertina, scattata da Guido Harari. Nello stesso periodo, Gaber e Jannacci comparivano come Ja-Ga Brothers all'interno di alcune trasmissioni televisive, proponendo (generalmente in playback) le quattro canzoni.
Anni dopo, il disco è stato ristampato su CD dalla Warner (che aveva nel frattempo acquisito il catalogo CGD).

## Tracce
L'anno indicato è quello di pubblicazione del singolo originale.
Le durate di riferiscono ai brani sul CD.
Lato A
1. Birra – 2:55 (testo: Franco Franchi – musica: Gian Franco Reverberi) – 1959
2. Tintarella di luna – 2:36 (testo: Franco Migliacci – musica: Bruno De Filippi) – 1959

Lato B
1. Una fetta di limone – 2:59 (testo: Umberto Simonetta – musica: Giorgio Gaber, Renato Angiolini) – 1960
2. 24 ore – 2:33 (testo: Giorgio Calabrese – musica: Gian Franco Reverberi) – 1959

## Formazione
Gruppo
- Enzo Jannacci – voce
- Giorgio Gaber – voce

Altri musicisti
- Lucio Fabbri – chitarra, violino
- Dino D'Autorio – basso
- Walter Calloni – batteria
- Mark Harris – tastiera, pianoforte
- Alan King – sax